# Kaiserpfalz del Sacro Romano Impero

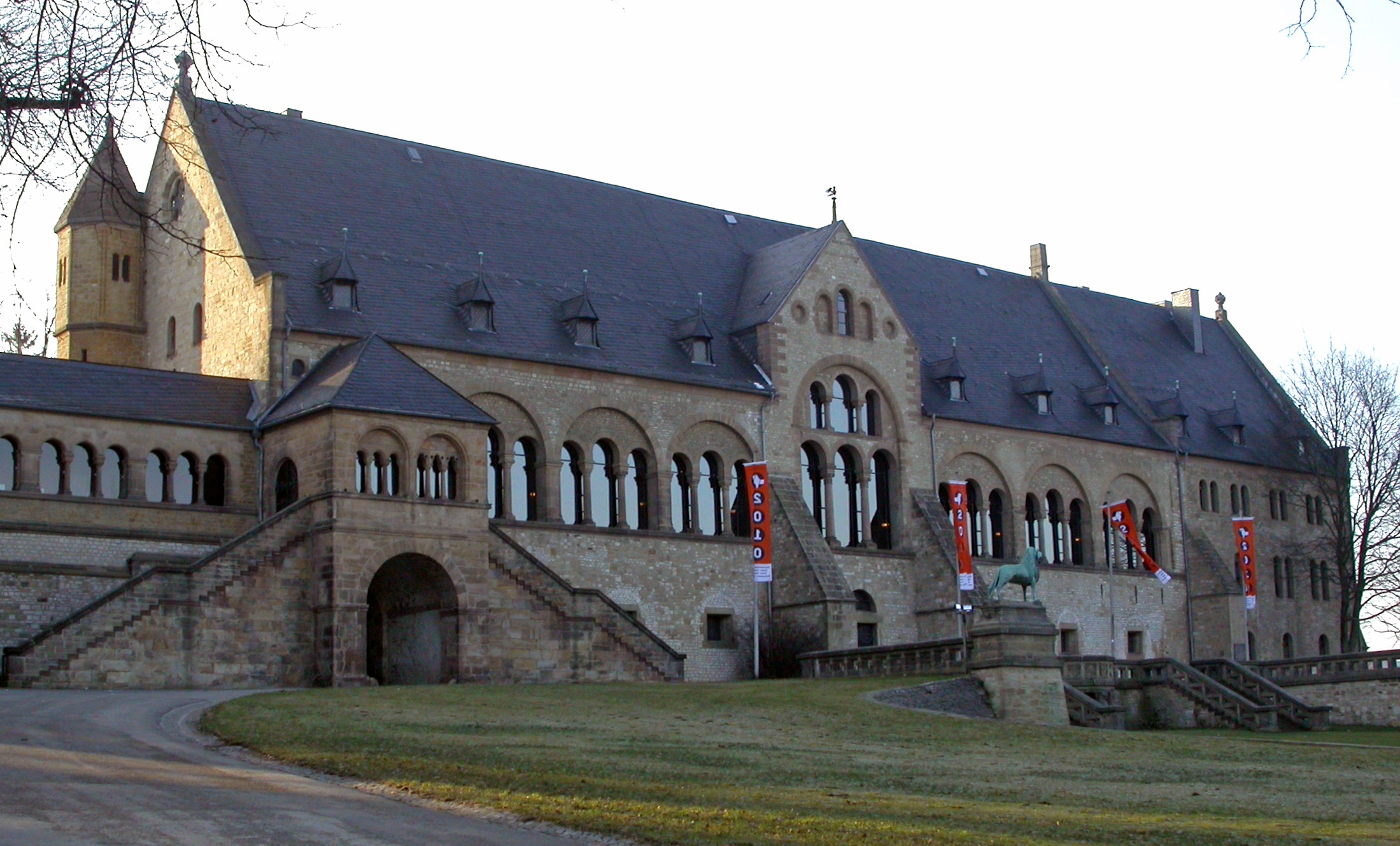
Palazzo Imperiale di Goslar

Il termine Kaiserpfalz (in italiano "palazzo imperiale") o Königspfalz (in italiano "reggia", dal medio alto tedesco Phal [it] ze, dall'antico alto-tedesco phalanza, dal latino medievale palatia [plurale] per la parola latina "palatium "palazzo") si riferisce a una serie di castelli e palazzi in tutto il Sacro Romano Impero che servirono come sedi secondarie temporanee di potere per il Sacro Romano Impero nell'alto e basso medioevo. Il termine veniva usato anche più raramente per un vescovo che, in quanto signore del territorio (Landesherr), doveva provvedere al re e al suo entourage vitto e alloggio, un dovere chiamato Gastungspflicht.

## Origine del nome
Kaiserpfalz è una parola tedesca che è una combinazione di Kaiser, che significa "imperatore", che deriva a sua volta da "Cesare", e Pfalz, che significa "palazzo", e di per sé deriva dal latino palatium. Allo stesso modo, Königspfalz è una combinazione di König, "re" e Pfalz, che significa "palazzo reale".

## Descrizione e scopo

Ricostruzione del Königspfalz ad Aquisgrana

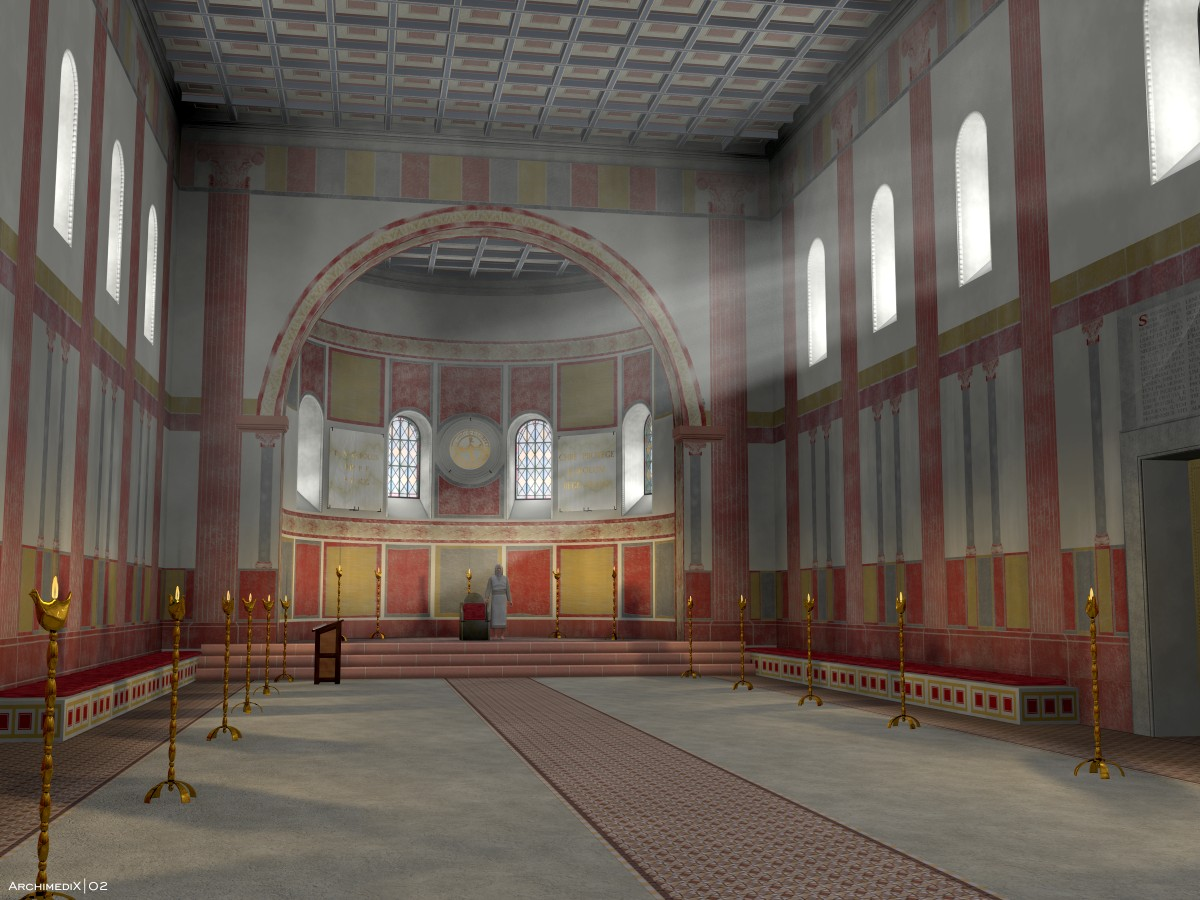
Ricostruzione digitale dell'Aula regia di Carlo Magno nel Palazzo Imperiale di Ingelheim (intorno al 790)

Come i re in Francia e in Inghilterra, gli imperatori medievali del Sacro Romano Impero non governavano da una capitale, ma dovevano mantenere un contatto personale con i loro vassalli. Questa era la cosiddetta "regalità itinerante"; una sorta di "regno viaggiante" (Reisekönigtum). Poiché il pfalzen fu costruito e usato dal re in qualità di sovrano all'interno del Sacro Romano Impero (rex Romanorum), il termine storico corretto è Königspfalz o "palazzo reale". Il termine Kaiserpfalz è una denominazione coniata del XIX secolo che trascura il fatto che il re non portava il titolo di imperatore romano (concesso dal Papa) fino a dopo la sua incoronazione imperiale. A differenza di un pfalz, in cui il sovrano itinerante esercitava i suoi doveri sovrani, una proprietà reale o Königshof era solo una proprietà economica di proprietà del re, che veniva usata solo occasionalmente dal re nel suo itinerario.
A differenza della nozione comune di "palazzo", un pfalz non era una residenza permanente ma un luogo in cui l'imperatore rimaneva per un certo periodo, di solito meno di un anno; gli itinerari suggeriscono che il monarca raramente restava nello stesso palazzo per più di qualche settimana. Inoltre questi non erano sempre grandi palazzi: alcuni erano piccoli castelli o rifugi di caccia fortificati, come Bodfeld nell'Harz. Per lo più si trattava di grandi case padronali (Gutshöfe), che offrivano vitto e alloggio per il re e i suoi numerosi servitori, spesso composto da centinaia di persone, oltre a numerosi ospiti e i loro cavalli. In latino, tale maniero reale era noto come villa regia o curtis regia. Si trovavano vicino alla residenza del vescovo, vicino a importanti abbazie, vicino alle città possedute dal re o nella campagna, nel mezzo delle proprietà reali. I Pfalzen venivano generalmente costruiti a intervalli di 30 chilometri, che rappresentavano un giorno di viaggio a cavallo in quel momento.
Un pfalz consisteva in un palas con la sua Sala Grande (o Aula Regia), una cappella imperiale (Pfalzkapelle) e un demanio (Gutshof). Fu qui che re ed imperatori svolgevano l'attività di stato, tenevano le loro sessioni della corte imperiale e celebravano importanti feste della chiesa. Ciascun palazzo era amministrato da un conte palatino, che esercitava i poteri del re al posto di questo. Uno dei più importanti dei conti palatini alla fine avrebbe acquisito il titolo di principe elettore.
Il pfalzen era visitato dai sovrani a seconda della loro funzione. Particolarmente importanti erano quei palazzi in cui i re trascorrevano l'inverno (palazzi invernali o Winterpfalzen), e i "palazzi delle feste" (Festtagspfalzen), essendo la Pasqua la più importante e celebrata nei palazzi pasquali (Osterpfalzen).
I palazzi più grandi si trovavano spesso in città e avevano diritti speciali (ad esempio avevano l'immediatezza imperiale), ma potevano anche essere sedi vescovili o abbazie imperiali.
Nell'era della dinastia Hohenstaufen, i più importanti principi imperiali iniziarono a dimostrare le loro rivendicazioni al potere costruendo la propria Pfalzen. Esempi importanti di quest'ultimi complessi palatini, includono il castello Dankwarderode di Enrico il Leone a Brunswick in Bassa Sassonia e il Wartburg sopra Eisenach in Turingia. Entrambi gli edifici seguirono il progetto del pfalzen degli Hohenstaufen e avevano anche le stesse dimensioni.

## Elenco dei palazzi imperiali del Sacro Romano Impero

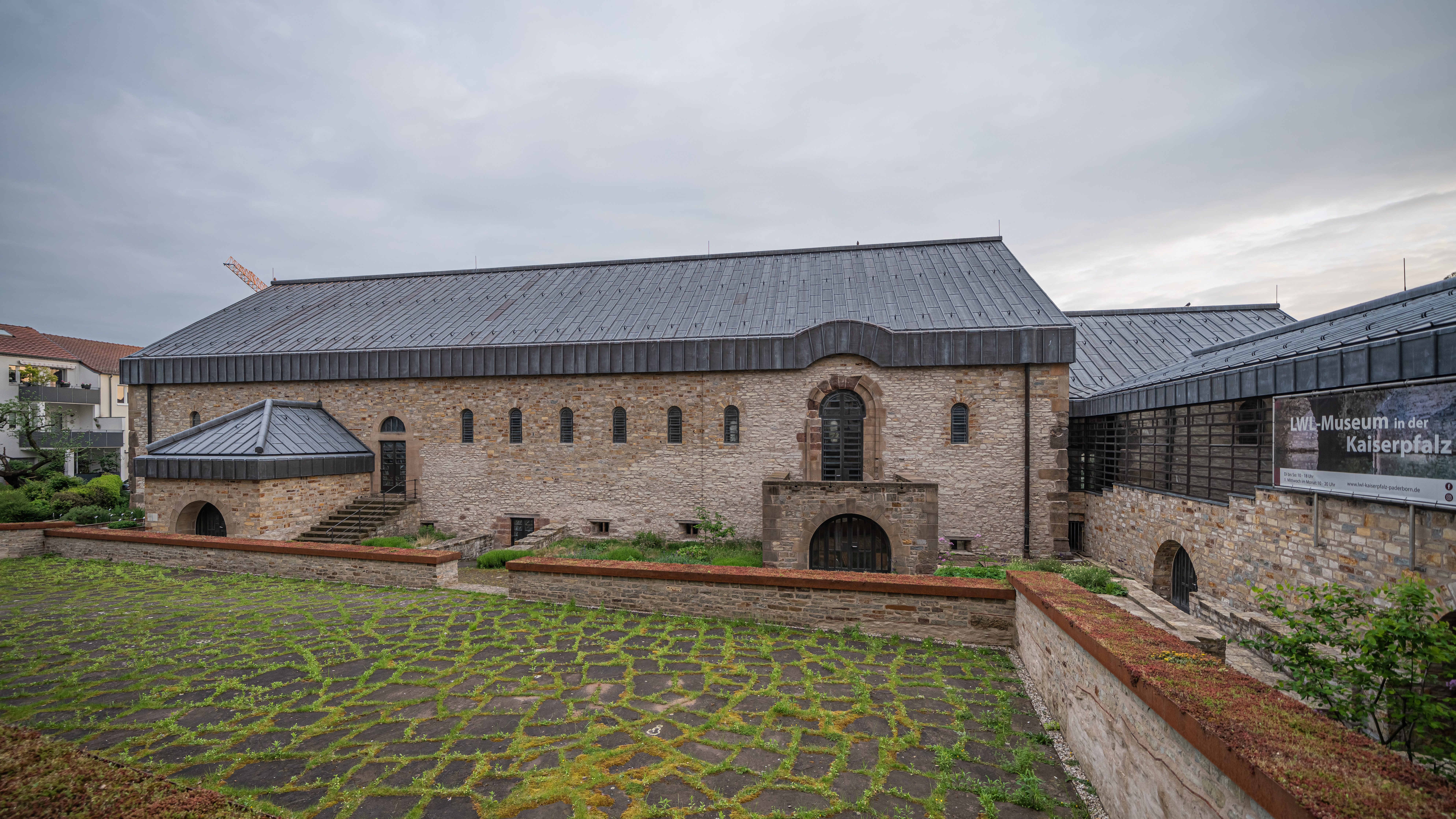
Palazzo Imperiale a Paderborn

Esempi di palazzi imperiali sopravvissuti si trovano nella città di Goslar e a Düsseldorf-Kaiserswerth. 
- Adelberg
- Aibling
- Albisheim
- Altenburg
- Altötting
- Alzey
- Amorbach
- Andernach
- Ansbach
- Aquisgrana
- Arneburg
- Arnstadt
- Aufhausen
- Augusta
- Baden-Baden
- Balgstädt
- Bamberga
- Bardowick
- Batzenhofen
- Belgern
- Beratzhausen
- Berstadt
- Biebrich
- Bierstadt
- Bingen am Rhein
- Böckelheim
- Bodfeld
- Bodman
- Bonn
- Boppard
- Boyneburg
- Brandenburg
- Braunschweig
- Breisach
- Breitenbach
- Breitingen
- Brema
- Bruchsal
- Brüggen
- Bürgel
- Bürstadt
- Buxtehude
- Calbe
- Cham
- Coblenza
- Cochem
- Colonia
- Corvey
- Costanza
- Dahlen
- Derenburg
- Diedenhofen
- Dollendorf
- Donaueschingen
- Donaustauf
- Donauwörth
- Dornburg
- Dortmund
- Duisburg
- Düren
- Durlach
- Ebersberg
- Ebrach
- Ebsdorf
- Eckartsberga
- Eichstätt
- Eisenberg
- Eisfeld
- Eisleben
- Elten
- Eresburg
- Erfurt
- Ermschwerd
- Erwitte
- Eschwege
- Essen
- Esslingen am Neckar
- Ettenstatt
- Etterzhausen
- Eußerthal
- Flamersheim
- Forchheim
- Francoforte sul Meno
- Friburgo in Brisgovia
- Frisinga
- Fritzlar
- Frohse an der Elbe
- Fulda
- Fürth
- Gandersheim
- Gebesee
- Gehren
- Geldersheim
- Gelnhausen
- Germersheim
- Gernrode
- Gernsheim
- Gerstungen
- Giebichenstein
- Gieboldehausen
- Giengen
- Göppingen
- Goslar
- Gottern
- Grebenau
- Grone, Gottinga
- Großseelheim
- Günzburg
- Gustedt
- Hahnbach an der Vils
- Haina
- Halberstadt
- Halle
- Hammerstein
- Harsefeld
- Harzburg
- Haselbach
- Hasselfelde
- Haßloch
- Havelberg
- Heidingsfeld
- Heilbronn
- Heiligenberg
- Heiligenstadt
- Heimsheim
- Helfta
- Helmstedt
- Hemau
- Herbrechtingen
- Herford
- Herrenbreitungen
- Hersfeld
- Herstelle
- Herzberg
- Heßloch
- Hildesheim
- Hilwartshausen
- Hirsau
- Hirschaid
- Hohenaltheim
- Hohenstaufen
- Hohentwiel
- Hohnstedt
- Hollenstedt
- Hornburg
- Ilsenburg
- Imbshausen
- Ingelheim
- Ingolstadt
- Inning
- Kaiserslautern
- Kaiserswerth
- Kamba
- Kassel
- Kastel
- Kaufungen
- Kayna
- Kelheim
- Kelsterbach
- Kessel
- Kirchberg
- Kirchen
- Kirchohsen
- Kissenbrück
- Kissingen
- Kitzingen
- Komburg
- Königsdahlum
- Königslutter
- Kostheim
- Kraisdorf[3]
- Kreuznach
- Ladenburg
- Lampertheim
- Langen
- Langenau
- Langenzenn
- Laufen
- Lauffen am Neckar[4]
- Lautertal (Oberfranken)
- Leisnig
- Leitzkau
- Lichtenberg
- Limburg an der Haardt
- Lingen
- Lippeham
- Lippspringe
- Lonnerstadt
- Lonsheim
- Lorch
- Lorsch
- Lustenau
- Lügde
- Lüneburg
- Magdeburgo
- Magonza
- Markgröningen
- Mecklenburg
- Meißen
- Memleben
- Memmingen
- Mengen
- Mering
- Merseburg
- Minden
- Mindersdorf
- Mirsdorf
- Mögeldorf
- Moosburg
- Mörfelden
- Mosbach
- Mötsch
- Mühlhausen
- Münden
- Münnerstadt
- Münster
- Münstereifel
- Nabburg
- Nanstein
- Nattheim
- Naumburg
- Neuburg
- Neudingen
- Neuenburg
- Neuhausen
- Neuss
- Niederalteich
- Nienburg
- Nierstein
- Nimega
- Nordhausen
- Norimberga
- Northeim
- Nußdorf
- Obertheres
- Ochsenfurt
- Oferdingen
- Ohrdruf
- Ohrum
- Oppenheim
- Oschersleben
- Osnabrück
- Osterhausen
- Osterhofen
- Osterode
- Paderborn
- Passavia
- Pegau
- Peiting
- Pforzheim
- Pöhlde
- Pöndorf
- Prüm
- Quedlinburg
- Ramspau
- Rasdorf
- Ratisbona
- Rehme
- Reibersdorf
- Reichenau
- Rheinbach
- Riekofen
- Ritteburg
- Rochlitz
- Rodach
- Roding
- Rohr
- Rommelhausen
- Rösebeck
- Rosenburg
- Rothenburg ob der Tauber
- Rottweil
- Rüdesheim
- Rülzheim
- Saalfeld
- Säckingen
- Salz
- Salzwedel
- Samswegen
- Sankt Goar
- Sasbach am Kaiserstuhl
- Schattbuch
- Schienen
- Schierling
- Schöningen
- Schüller
- Schwäbisch Gmünd
- Schwäbisch Hall
- Schwarzenbruck
- Schwarzrheindorf
- See, Gem. Lupburg
- Seehausen
- Seidmannsdorf
- Seinstedt
- Seligenstadt
- Sinzig
- Siptenfelde
- Soest
- Sohlingen
- Sömmeringen[5]
- Sontheim an der Brenz
- Spira
- Stadtamhof
- Staffelsee
- Stallbaum[6]
- Steele
- Stegaurach
- Tangermünde
- Tauberbischofsheim
- Tennstedt
- Thangelstedt
- Thingau
- Thorr
- Thüngen
- Tilleda
- Treben
- Trebur
- Treis
- Treviri
- Trifels
- Überlingen
- Ulma
- Vaihingen an der Enz
- Velden
- Verden
- Vilich
- Villmar
- Vlatten
- Völklingen
- Vreden
- Wadgassen
- Wahren
- Waiblingen
- Walbeck
- Waldsassen
- Walldorf
- Wallhausen
- Wallhausen
- Wechmar
- Weilburg
- Weinheim
- Weinsberg
- Weisenau
- Weißenburg
- Werben
- Werden
- Werla
- Wiedenbrück
- Wiehe
- Wiesbaden
- Wiesloch
- Wildeshausen
- Wimpfen
- Winterbach
- Wölfis
- Worms
- Würzburg
- Wurzen
- Xanten
- Zeitz
- Zülpich
- Zusmarshausen
- Zutphen